# Tomáš Dvorák
Tomáš Dvorák (Zlín, 11 de mayo de 1972) es un atleta checo, especialista en la prueba de decatlón, en la que ha llegado a ser tres veces campeón del mundo, en 1997, 1999 y 2001.

## Carrera deportiva
En el Mundial de Atenas 1997 ganó la medalla de oro en decatlón, con una puntuación de 8837 que fue récord de los campeonatos, quedando por delante del finlandés Eduard Hämäläinen y del alemán Frank Busemann.
Dos años más tarde, en el Mundial de Sevilla 1999, volvió a ganar el oro, con una puntuación de 8744, por delante del británico Dean Macey y del Chris Huffins.
Y dos años más tarde, en el Mundial de Edmonton 2001 volvió a ganar el oro, con una puntuación de 8902 que batió el récord de los campeonatos que poseía él mismo conseguido cuatro años antes, quedando por delante del estonio Erki Nool y del británico Dean Macey.
Además, en las Olimpiadas de Atlanta 1996 ganó la medalla de bronce en la misma prueba.